# 206
206 (CCVI) je bilo navadno leto, ki se je po julijanskem koledarju začelo na sredo.

## Dogodki
- 1. januar

## Rojstva
- Trebonijan Gal, rimski cesar († 253)